# Cruz de ses Dones
La cruz de ses Dones es una cruz de término de Llucmajor, Mallorca, situada en el inicio del camino de Llucmajor al Santuario de Nuestra Señora de Gracia. Tiene una altura de 3,00 m y se encuentra documentada en el año 1545. Forma la base una escalonada octogonal, de tres escalones, el fuste y el capitel tienen sección octogonal, y el crucero es de tipología latina, de brazos rectos con terminaciones trifoliadas.
El capitel se encuentra dividido en dos cuerpos difíciles de delimitar, presenta cuatro imágenes y cuatro escudos imposibles de identificar dado su deficiente estado de conservación. El crucero es de piedra diferente al del resto del conjunto, lo que hace pensar que es más moderno.
Según cuenta la tradición esta cruz fue levantada para conmemorar la muerte de dos mujeres, el 26 de julio de 1523, fiesta de Santa Ana, la antigua titular del Santuario de Gracia, que iban en procesión al Santuario como plegaria por la epidemia de peste que diezmaba la villa. En la base y el fuste hay incisas una gran abundancia de pequeñas cruces, producto de la devoción que tenía la gente para ir en peregrinación al Santuario.